# Форт Сант-Эльмо

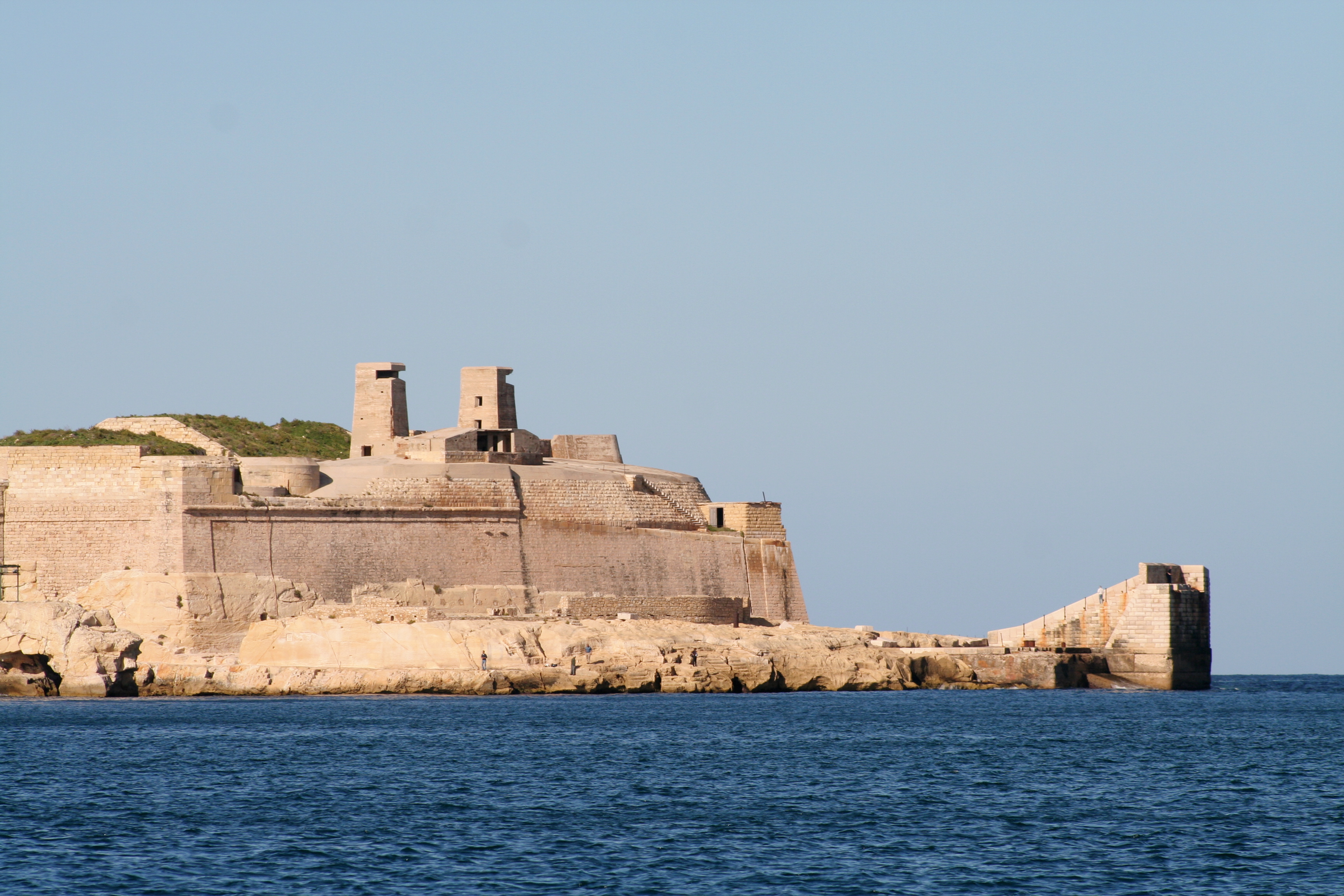
Вид крепости с моря

Фо́рт Свято́го Э́льма (en: Fort Saint Elmo) — старинная крепость в Валлетте, Мальта. Своё название получила в честь святого Эльма.
Крепость была построена в XIV веке для охраны подступов к гавани Марсамшетт (Marsamxett) и Великой Гавани (Grand Harbour) на полуострове Шиберрас.
В 1565 году, во время осады Мальты Османской империей, форт был захвачен турками, но позднее под напором госпитальеров, турки сняли осаду и сдали крепость. Во время боёв форт был практически разрушен, но позднее был восстановлен и укреплён. П. А. Толстой писал в 1698 году:
Та фортеца не велика гораздо, построена на углу города при самом море с великими изрядными крепостьми; на той фортеце много изрядных великих пушек. На той же фортеце построена башня круглая, зело великая; на верху той башни поставлен великой фонарь, в котором с перваго числа декабря по святую Пасху по вся ночи запаляют по 40 лампад деревяннаго масла для того: которые христиане ездят в ночах по морю, чтоб могли издалека видеть Малтийской остров.
8 сентября 1775 года, в день восстания священников,  группа из 13 человек захватила форт Святого Эльмо, а остальные повстанцы захватили кавальер Святого Джеймса на противоположном конце города. Восставшие опустили флаг ордена Святого Иоанна, который управлял Мальтой; вместо него было поднято знамя Святого Павла.
В настоящее время в форте располагаются Национальный военный музей Мальты и полицейская академия Мальты. Периодически устраиваются костюмированные представления, воссоздающие рыцарскую эпоху.
В 2011–2012 годах от побережья форта святого Эльма к волнорезу возле Великой гавани возведён Мост святого Эльма.